# 馬特維伊夫卡 (戈洛瓦尼夫西克區)
48°12′53″N 30°24′47″E / 48.21472°N 30.41306°E
馬特維伊夫卡（烏克蘭語：Матвіївка）是烏克蘭中部的村莊，隸屬基洛夫格勒州的霍洛瓦尼夫斯克區。該村面積0.74平方公里，海拔高度131米，2001年人口6，人口密度每平方公里8.06人。